# Остров Сидорова (Японское море)
О́стров Си́дорова — остров в заливе Петра-Великого Японского моря. Расположен на входе в Славянский залив, в 41 км к юго-западу от Владивостока и к 9 км к северу от Славянки. Административно относится к Хасанскому району Приморского края.
Постоянное население на острове отсутствует, однако в летне-осенний период остров активно посещается туристами и отдыхающими.

## История
Впервые описан в 1862 году экспедицией подполковника корпуса флотских штурманов В. М. Бабкина с борта корвета «Калевала». Тогда же назван им по фамилии прапорщика корпуса флотских штурманов Ивана Петровича Сидорова. Подробно снят экспедицией подполковника корпуса флотских штурманов А. С. Стенина в 1886 году.

## География
Протяжённость острова Сидорова с юго-востока на северо-запад составляет около 420 м, наибольшая ширина — 190 м. Максимальная высота над уровнем моря 40,2 м. Берега высокие, скалистые, поросшие кустарником, сам остров большей частью покрыт лиственным лесом. Остров Сидорова окружён надводными и подводными камнями, соединён с полуостровом Янковского рифом. От острова Герасимова отделён проливом Стенина.